# Epipagis stictoperalis
Epipagis stictoperalis là một loài bướm đêm trong họ Crambidae.